# Viktor Pankrasjkin
Viktor Aleksandrovitsj Pankrasjkin (Russisch: Виктор Александрович Панкрашкин) (Moskou, 10 december 1957 – aldaar, 24 juli 1993) was een basketbalspeler uit de Sovjet-Unie die goud won met het Sovjet-basketbalteam op de Olympische Spelen van 1988. Hij heeft verschillende onderscheidingen gekregen, waaronder Meester in de sport van de Sovjet-Unie (1988) en een Medaille voor Voortreffelijke Prestaties tijdens de Arbeid. In het Russische leger was zijn rang kapitein. Zijn bijnamen waren "Pankra" of "Vanya".

## Carrière
Pankrasjkin ging spelen voor SKA Lvov in 1976. In 1977 stapte hij over naar SKA Riga. Na een jaar ging Pankrasjkin naar CSKA Moskou van 1976 tot 1989. In 1989 ging hij spelen voor Urartu Jerevan. Na een seizoen stapte Pankrasjkin over naar Metal Toela. In 1992 stopte Pankrasjkin met basketballen. Pankrasjkin had ongewoon lange armen, beheerste de blokshot perfect en gooide goede driepunters. Hoewel hij niet de langste man in het nationale team van de Sovjet-Unie was, kon hij als enige door op zijn tenen te gaan staan met beide handen de basketbalring vastpakken, die op een hoogte hangt van 305 cm.
Na zijn sportcarrière had Pankrasjkin veel problemen met het politieke regime. Ook rookte en dronk hij veel. Hij stierf aan tuberculose.

## Erelijst
- Landskampioen Sovjet-Unie: 6
  - Winnaar: 1980, 1981, 1982, 1983, 1984, 1988
  - Tweede: 1985, 1986, 1987
  - Derde: 1989
- Olympische Spelen: 1
  - Goud: 1988
- Europees Kampioenschap:
  - Zilver: 1987
  - Brons: 1983